# Martín Alund
Martín Alund (Mendoza, 26 de Dezembro de 1985) é um tenista argentino destro. Alund ganhou um evento da ATP Challenger nas duplas.

## Triunfos
| Legenda               |
| --------------------- |
| ATP Challenger Series |

### Campeão (6)

#### Duplas
| No. | Data                    | Torneio      | Piso   | Parceiro              | Oponentes                                    | Placar            |
| 1.  | 16 de Novembro de 2009  | Lima         | Saibro | Juan Martín Aranguren | Cristóbal Saavedra Guillermo Rivera-Aránguiz | 6–4, 6–4          |
| 2.  | 27 de Fevereiro de 2012 | Salinas      | Dura   | Horacio Zeballos      | Ariel Behar Carlos Salamanca                 | 6–3, 6–3          |
| 3.  | 9 de Abril de 2012      | Pereira      | Saibro | Guido Pella           | Sebastián Decoud Rubén Ramírez Hidalgo       | 6–3, 2–6, [10–5]  |
| 4.  | 8 de Outubro de 2012    | San Juan     | Saibro | Horacio Zeballos      | Nicholas Monroe Simon Stadler                | 3–6, 6–2, [14-12] |
| 5.  | 29 de Outubro de 2012   | Buenos Aires | Saibro | Horacio Zeballos      | Facundo Argüello Agustín Velotti             | 7–6(8-6), 6–2     |
| 6.  | 5 de Novembro de 2012   | Guayaquil    | Saibro | Facundo Bagnis        | Leonardo Mayer Martín Ríos Benítez           | 7–5, 7–6(7-5)     |

### Finalista (3)

#### Simples
| No. | Data                   | Torneio             | Piso   | Oponente         | Placar        |
| --- | ---------------------- | ------------------- | ------ | ---------------- | ------------- |
| 1.  | 24 de Novembro de 2008 | Cancún, México      | Saibro | Grega Žemlja     | 2–6, 1–6      |
| 2.  | 1 de Julho de 2012     | Milan, Itália       | Saibro | Tommy Robredo    | 3–6, 0–6      |
| 3.  | 14 de Outubro de 2012  | San Juan, Argentina | Saibro | Thiemo de Bakker | 2–6, 6–3, 2–6 |

## Ligações Externas
- ATP Profile